# Jimmy Czepan
Jimmy Czepan, född 1939 i Berlin, död 2009, var en tysk-svensk konstnär.
Czepan var som konstnär till en början autodidakt, han studerade senare vid Högskolan för bildande konst i Berlin, Skånska målarskolan, Forums målarskola i Malmö och Skånska grafikskolan. Han bosatte sig i Sverige 1960 och medverkade här i ett stort antal separat och samlingsutställningar. Hans målningar består ofta av miniatyrer med realistiska landskap. 